# Mikhaïl Kourilko

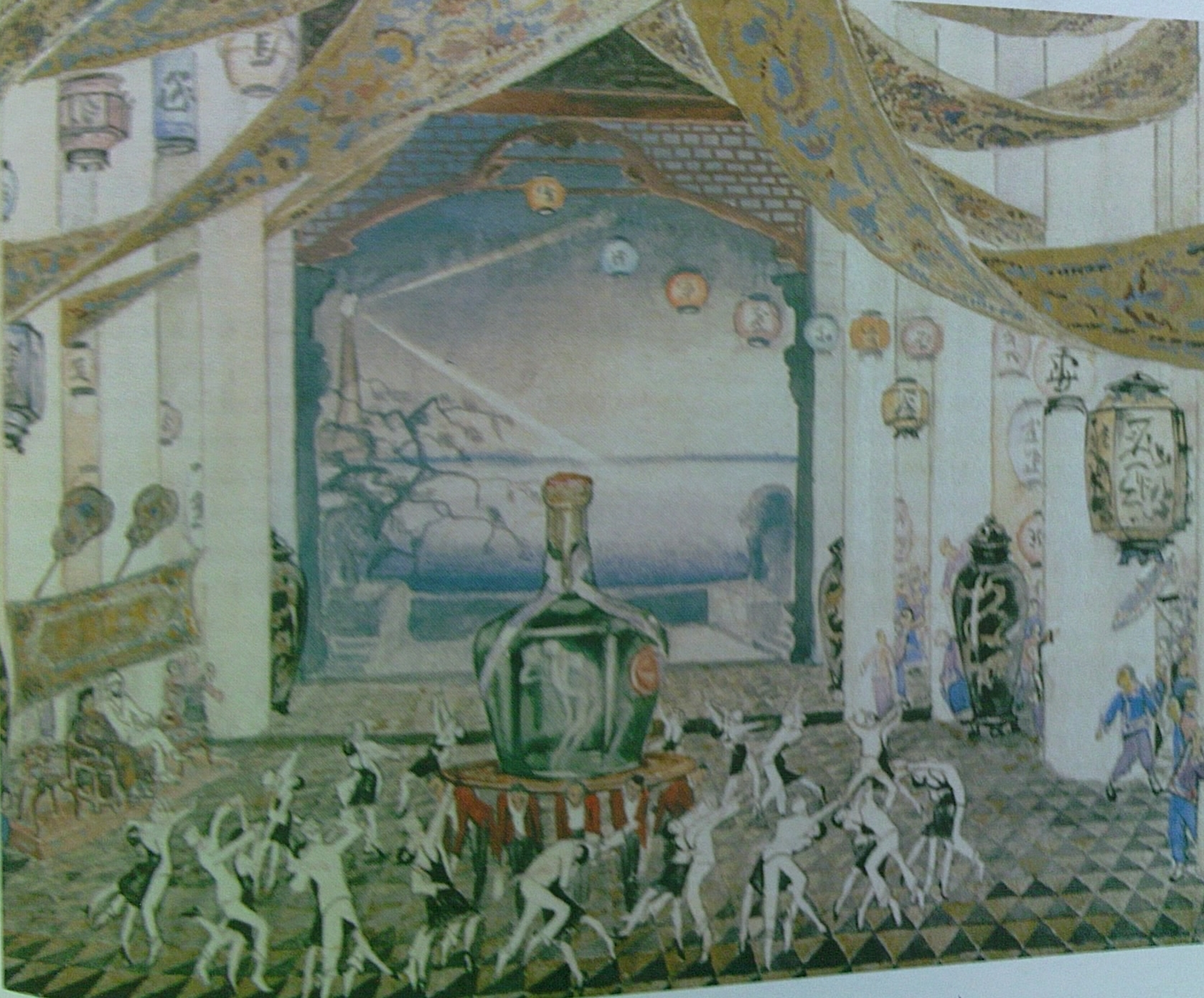
Décors du Coquelicot rouge, de Mikhaïl Kourilko.

Mikhaïl Ivanovitch Kourilko (en russe : Михаил Иванович Кури́лко), né en 1880 et mort en 1969 est un artiste du théâtre, scénographe et architecte russe et soviétique. Il a été lauréat du prix Staline en 1950 et distingué comme artiste émérite de la RSFSR en 1955. Il a été membre du PCUS à partir de 1941 . 

## Biographie
Mikhaïl Kourilko est né le 31 mai 1880 (12 juin dans le calendrier grégorien) dans la ville de Kamianets-Podilsky, aujourd'hui dans l'oblast de Khmelnytskyi en Ukraine. En 1905, il entre à la Haute école d'art de l'Académie impériale des beaux-arts. Il y  dirige un comité d'étudiants qui lance une grève entraînant la fermeture de l'Académie pour un an. En 1907, il reprend ses cours avec comme professeur Vassili Mate. 
En 1913 il obtint son diplôme de peintre avec mention et la qualité de pensionnaire de l'Académie pour un voyage d'étude. En 1914, il diplômé d'archéologie.  
Il grave des eaux-fortes dans les années 1910, et dans le début des années 1920, effectue un cycle de dessin sur parchemin.   
Il enseigne aux Cours supérieurs polytechniques féminins (ru), qui deviennent en 1915 l'Institut polytechnique féminin. 
De 1924-1928, il est artiste en chef du Théâtre Bolchoï, où il fait la scénographie de plusieurs ballets, dont Esmeralda, de Cesare Pugn et la Nuit de mai de Rimsky-Korsakovi.  
Avec Traugot Bardt, il conçoit le théâtre d'opéra et de ballet de Novossibirsk, pour lequel il invente un nouveau type de bâtiment et de dispositif scénique à Novossibirsk, dont le brevet est enregistré en 1932.  
Nommé professeur en 1940, il enseigne à la MARKHI de 1939 à 1956. 
Il dirige de 1948 à 1960 l'atelier de décors de théâtre de l'Institut d'art et d'architecture Sourikov de Moscou et également l'atelier d'eaux-fortes de l'Académie d'architecture de l'URSS (ru). Il a eu parmi ses étudiants Valeri Levental. 
Son fils est le peintre Mikhaïl Kourilko-Rioumine (ru). 
Il meurt le 1er mars 1969. 

## Prix et récompenses
- Prix Staline (1950), pour la conception de la deuxième édition du ballet le Coquelicot rouge («Красный мак») de R. M. Glier (1949)
- Artiste émérite de la République socialiste fédérative soviétique de Russie (1955)[2].

## Scénographies
- Esmeralda de Cesare Pugni (1926)
- Le Coquelicot rouge de Reinhold_Glière (création le 14 juin 1927) - premier ballet soviétique
- Nuit de mai (ru) («Майская ночь»)  de Rimsky-Korsakov (1928)

## Peinture monumentale
- Peinture des voûtes du bâtiment de la gare du chemin de fer impérial (pavillon du tsar) à Tsarskoïe Selo (1912)?

## Étudiants
- Valeri Leventa (1938-2015)
- Boulgakova Matilda Mikhailovna (1919-1998) .